# Isabelle Moretti
Isabelle Moretti (Lió (França), 5 de maig, 1964), és una arpista clàssica francesa.

## Biografia
Va estudiar arpa al Conservatori de Lió, després al Conservatori Nacional de Música i Dansa de París. On ella es professora.
El 2006, va estrenar els concerts per a arpa de Philippe Hersant i Michèle Reverdy.
L'any 2007, Isabelle Moretti va interpretar La Source d'Alphonse Hasselmans a l'espectacle La Boîte à musique de Jean-François Zygel: Les Sons de la nature.
El 2015, va interpretar l'estrena polonesa del Concert per arpa de Karol Beffa.

## Discografia escollida
- Sonates pour harpe de Casella, C.P.E. Bach, Dussek, Hindemith, Tailleferre, Harmonia Mundi, 1987.
- Ravel, Debussy, Caplet, Cras, Musique de chambre pour harpe, avec le Quatuor Parisii, Michel Moraguès (flûte), Pascal Moraguès (clarinette), Dominique Desjardin (contrebasse), Auvidis Valois, 1995.
- André Caplet, Le Miroir de Jésus, Inscriptions champêtres, avec le Quatuor Ravel, Michel Chanu, Hanna Schaer, Chœur féminin Bernard Têtu dirigé par Bernard Têtu, Musidisc Accord, 1996.
- Joaquin Rodrigo, Concierto serenata, avec le Real Orquesta Sinfónica de Sevilla dirigé par Edmon Colomer, direction, Auvidis Valois, 1999.
- Alberto Ginastera, Concerto pour harpe, avec l'Orchestre national de Lyon dirigé par David Robertson, Naïve, 2000 (Prix Charles Cros en 2001).[4]
- Witold Lutoslawski, Double concerto pour hautbois et harpe, avec François Leleux (hautbois) et le Sinfonietta Cracovia dirigé par Robert Kabara, Arion, 2004.
- Cantare, La voix de la Harpe, avec Felicity Lott, Naïve, 2009.

## Premis
- La música clàssica guanya, nous talents el 1996[1]
- Premi de l'Acadèmia Charles-Cros per la Concierto serenata de Rodrigo en 2001.

## Condecoracions
- Oficial de l'Ordre Nacional del Mèrit. Va ser ascendida a oficial per decret del 2 de maig de 2017.[5] Va ser cavaller el 24 de gener de 2008.
- Oficial de l'Orde de les Arts i les Lletres Oficial de l'Ordre de les Arts i les Lletres. Va ser promoguda el 13 de setembre de 2016.[6]